# Lac Ickote Irini
Lac Ickote Irini är en sjö i Kanada.   Den ligger i regionen Mauricie och provinsen Québec, i den sydöstra delen av landet, 250 km nordost om huvudstaden Ottawa. Lac Ickote Irini ligger 454 meter över havet. Den ligger vid sjön Lac Mondonac.
I omgivningarna runt Lac Ickote Irini växer i huvudsak blandskog. Trakten runt Lac Ickote Irini är nära nog obefolkad, med mindre än två invånare per kvadratkilometer.